# Annabella Drummond

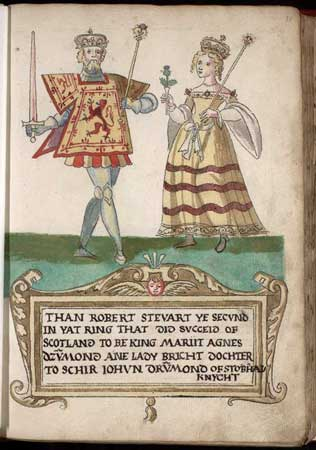
Robert III. und Annabella

Annabella Drummond (* um 1350 in Dunfermline; † Oktober 1401 in Scone) war Königin von Schottland.
Annabella war die Tochter des Sir John Drummond, 11. Thane of Lennox, aus dessen Ehe mit Mary Montifex. Margaret Drummond (um 1340–1375), die Gattin von König David II., war ihre Tante väterlicherseits.
Im Jahre 1367 wurde sie mit John Stewart, dem späteren schottischen König Robert III., vermählt und 1390 im Scone Palace mit ihm zusammen zum Königspaar von Schottland gekrönt. Sie hielt sich am liebsten im Burgh Inverkeithing in Fife auf. An ihre dortige Anwesenheit erinnert noch heute das mit Engeln und ihrem Wappen geschmückte Taufbecken aus Sandstein, das sie der Pfarrkirche der Stadt schenkte, eines der schönsten erhaltenen Stücke spätmittelalterlicher Skulpturen Schottlands.
Mit Robert III. hatte sie sechs Kinder:
- David, Duke of Rothesay (* 24. Oktober 1378, † 26. März 1402);
- Robert († jung);
- James (* 10. Dezember 1394, † 20. Februar 1437), 1406–1437 König von Schottland, siehe Jakob I.;
- Margaret († 1456), ⚭ Archibald Douglas, 4. Earl of Douglas;
- Maria († 1458), ⚭ (1) 1397 George Douglas, 1. Earl of Angus, ⚭ (2) Sir James Kennedy, ⚭ (3) William Graham, ⚭ (4) Sir William Edmonstone;
- Elizabeth († 1411) ⚭ 1387 James Douglas, 1. Lord of Dalkeith;
- Egidia.

Anabella starb 1401 im Scone Palace und wurde in Dunfermline beigesetzt.